# Бельченко, Василий Михайлович
Васи́лий Миха́йлович Бе́льченко — советский хозяйственный и политический деятель, председатель Калининского областного исполнительного комитета.

## Биография
Родился в Ставропольском крае в 1929 году. Член ВКП(б).
С 1952 года на общественной и политической работе. В 1952—2005 гг. — инженер-химик Нордвикской нефтеразведочной экспедиции Главсевморпути, работник Редкинского химического опытного завода, секретарь парткома Редкинского опытного химического завода и член бюро Завидовского райкома КПСС, 1-й секретарь Конаковского райкома КПСС, заведующий отделом промышленности, строительства и транспорта, первый секретарь Калининского горкома КПСС, 2-й секретарь Калининского обкома КПСС, председатель Калининского облисполкома, первый заместитель министра сельского хозяйства РСФСР, председателем производственно-научного объединения «Россельхозхимия», начальник Главагроснаба, председатель Совета директоров Росагроснаба — заместитель министра сельского хозяйства РФ, главный советник-консультант по вопросам перспективного развития ОАО «Росагроснаб».
Избирался депутатом Верховного Совета РСФСР 8, 9, 10, 11-го созывов.